# Túnel de Chipping Sodbury
El túnel de Chipping Sodbury (nombre original en inglés: Chipping Sodbury) está situado en la Línea Principal de Gales del Sur, en Inglaterra. Con una longitud de 4 km, pasa por debajo de los montes Cotswold, a unas 2,5 millas (4 km) al oeste de la estación de Badminton y del haz de vías de Chipping Sodbury.
Se construyó entre 1897 y 1902, siendo uno de los últimos túneles ferroviarios importantes que se realizaron en Gran Bretaña. Se proyectó para que la línea no pudiera verse desde la cercana mansión de Badminton House. Cuenta con un total de seis pozos de ventilación, rematados con castilletes decorados con crestería. Debido a que el túnel pasa por un acuífero subterráneo, ha sido particularmente propenso a sufrir inundaciones, habiéndose tenido que cerrar con frecuencia. También fue un objetivo secundario de los bombardeos de la Luftwaffe durante la Segunda Guerra Mundial.
Se han realizado numerosos trabajos de reparación y mejoras en el túnel a lo largo de su vida útil, centrados en gran medida en adecuar su sistema de drenaje para reducir los cierres relacionados con las inundaciones. Así, durante la década de 2010 se instaló un nuevo sistema de drenaje de alta capacidad. En la misma década, el túnel se cerró temporalmente como parte del Programa de Modernización de la Línea Principal del Great Western, que contemplaba la instalación de catenaria en todo su recorrido, lo que permitió que trenes con tracción eléctrica pudieran atravesar el túnel.

## Historia

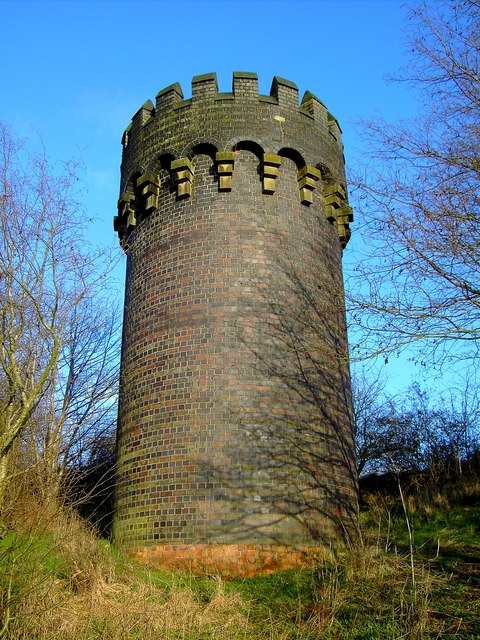
Pozo de ventilación del túnel, decorado con crestería

La construcción del Túnel de Chipping Sodbury comenzó en 1897 como parte del Ferrocarril Directo del Sur de Gales y Bristol. Fue una de las principales obras de ingeniería civil del enlace directo de 30 millas entre Royal Wootton Bassett y Patchway, que redujo la distancia entre Londres y Gales en diez millas con respecto a la ruta anterior, además de acelerar el tráfico ferroviario al permitir que los trenes evitaran la congestionada red local situada alrededor de Bristol. El túnel permitió que la línea pasara a través del escarpe de Cotswold Edge, posiblemente la dificultad topográfica más desafiante en la ruta de la nueva línea. Otro factor importante en el diseño del túnel fue la proximidad de la mansión campestre de Badminton House, cuya importancia hizo que el nuevo ferrocarril se viera obligado a discurrir enterrado en esta zona para minimizar su impacto visual.
Según el periódico de la industria ferroviaria Rail Engineer, fue uno de los últimos túneles ferroviarios importantes que se construyó en Gran Bretaña. La galería está construida con un revestimiento de ladrillo y mide unos 27 pies 6 pulgadas (8,4 m) de ancho y 20 pies 9 pulgadas (6,3 m) hasta la clave. Los ladrillos utilizados en el túnel se produjeron en una fábrica cercana, empleándose en el proceso el material arcilloso procedente de la perforación. Alrededor de 150 peones y casi 100 empleados ferroviarios vivían en el pueblo de Sodbury durante las obras. Durante 1902 se abrió al tráfico por primera vez el túnel terminado, aunque la línea completa no se abriría en su totalidad hasta el año siguiente.

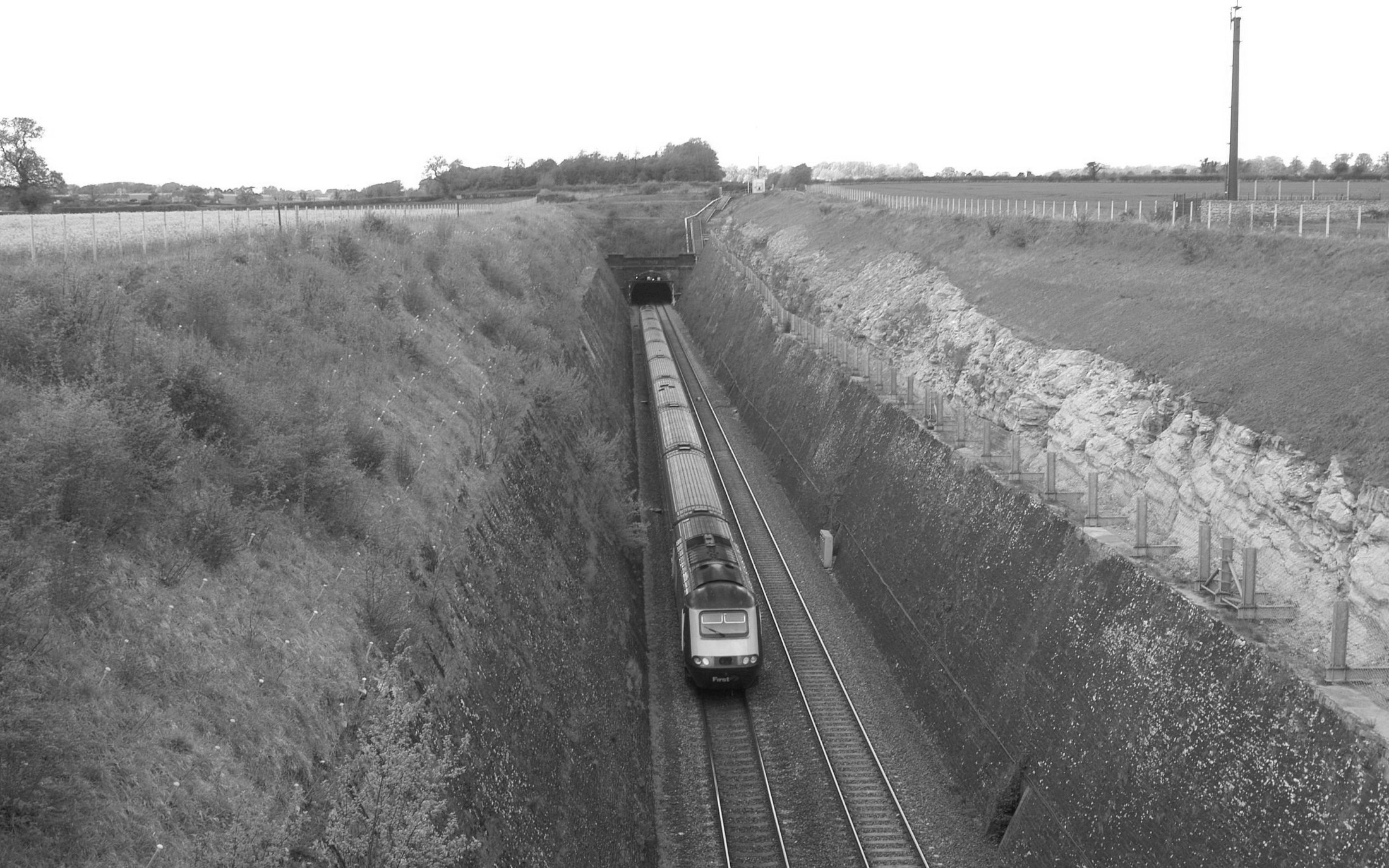
Un tren Intercity 125 saliendo del túnel en 2012

Tiene una pendiente de 1:300 desde Badminton, descendiendo en sentido oeste hacia Chipping Sodbury. La boca occidental se encuentra en el pueblo de Old Sodbury. Sobre el túnel se localiza una serie de seis pozos de ventilación, que se utilizaron durante la construcción para extraer el material excavado. Los puntos donde afloran a la superficie son respiraderos circulares de ladrillo entre 4 metros (4,4 yd) y 8 metros (8,7 yd) de alto, decorados con crestería alrededor de la parte superior. Son estructuras protegidas, habiendo recibido el Grado II a finales del siglo XX. Las bocas este y oeste del túnel, construidas con ladrillos, también han sido catalogadas de forma similar.
Durante la Segunda Guerra Mundial, el túnel fue un objetivo secundario de  los bombarderos de la Luftwaffe que regularmente realizaban bombardeos estratégicos contra el Aeródromo de Filton, situado en los alrededores de la cercana ciudad de Bristol.
El túnel pasa a través de múltiples corrientes de agua subterráneas y manantiales, lo que genera la tendencia del túnel a sufrir inundaciones frecuentes. Se ha medido el caudal de agua que se infiltra en el túnel, registrándose valores de hasta 2,5 metros cúbicos por segundo. Estas inundaciones han sido una causa común de cierres del túnel, provocando frecuentes cancelaciones y el desvío de los servicios de pasajeros y mercancías. En consecuencia, el túnel ha sido durante mucho tiempo un activo de alta prioridad para la atención del personal de mantenimiento ferroviario, a pesar de la instalación de bombas y otras medidas para eliminar el agua.
Durante la década de 2010, se idearon varios planes para mejorar la situación de las inundaciones, incluida la instalación de 6,5 kilómetros (4 mi) de tuberías para un nuevo sistema de drenaje por gravedad. Esta tubería, que tiene un diámetro exterior de 1,2 metros y una longitud de 22 metros, tiene una capacidad de 866 litros por segundo y descarga en una balsa recién ampliada, que puede albergar hasta 11.000 metros cúbicos. Su instalación requirió la eliminación parcial de una alcantarilla de ladrillo más antigua que transporta agua desde el túnel hasta el cercano río Kingrove.
Como parte del Programa de Modernización de la Línea Principal del Great Western, la ruta a través del túnel se cerró temporalmente al tráfico entre el 8 de mayo de 2017 y el 19 de julio de 2017, y nuevamente entre el 19 de agosto y el 15 de septiembre de 2017. Durante estos cierres, el túnel se acondicionó para poder instalar la catenaria, cuyos soportes se fijaron al techo de la galería mediante unos 7.000 taladros. Este paquete de obras también implicó medidas para reducir la frecuencia de las inundaciones.

## Coordenadas
- Extremo occidental - 51°31′54″N 2°21′30″O / 51.53167, -2.35833
- Extremo oriental - 51°31′47″N 2°18′00″O / 51.52972, -2.30000